# William Drummond di Logie Almond
Sir William Drummond of Logie Almond (Perth, 1770 – Roma, 29 marzo 1828) è stato un diplomatico, politico e letterato britannico.

## Biografia
Discendente da un ramo collaterale di un'antica famiglia scozzese, si dedicò innanzitutto agli studi di storia greca e romana laureandosi all'università di Edimburgo nel 1792. Ottenne grande reputazione di saggista già in giovane età con i suoi Philosophical sketches del 1793 e The Government of Sparta and Athens del 1794. Amico di Pitt, nel 1795 fu eletto al parlamento inglese per il collegio di St Mawes e l'anno successivo per il collegio di Lostwithiel.
Nel 1801 fu nominato ministro inglese presso Ferdinando di Borbone (IV re di Napoli e III re di Sicilia) la cui corte era a Palermo. Rimase presso la corte borbonica fino al 1809, anno in cui venne sostituito da Lord Amherst, quasi ininterrottamente (nel 1803-1804 fu ministro britannico a Costantinopoli).
Fra le sue opere filosofiche si ricordano le Academical Questions, un'opera di indirizzo scettico influenzata a loro volta dal pensiero di David Hume. Nella «Prefazione» delle Academical Questions è contenuta una famosa citazione:
(William Drummond of Logie Almond, Academical Questions, Vol. I, 1805, p. XV)

## Opere
- Philosophical sketches of the principles of society and government, (1793)
- A Review of the Government of Sparta and Athens (1794)
- Academical Questions (1805)
- I collaborazione con Robert Walpole (1736–1810): Herculanensia (1810)
- Oedipus Judaicus (1811)
- Odin (1818), poema
- Origines, or Remarks on the Origin of several Empires, States, and Cities (1824-29)